# Arapovac (otok)
Arapovac (na nekaterih zemljevidih tudi Črnikovac) je majhen nenaseljen otoček v Jadranskem morju, ki pripada Hrvaški. Otok leži v Narodnem parku Kornati med otočkoma Rašip Mali in Kornat, od katerega je oddaljen okoli 1 kilometer.